# Желимир Мажуранић
Желимир Мажуранић (1882–1941), је био министар трговине и индустрије, члан делегације Краљевине Југославије на X, XI, XII и Специјалном заседању Скупштине Друштва народа у Женеви.
Био је председник Сената Краљевине Југославије.